# 익사에서 구조된 부뒤
익사에서 구조된 부뒤(Boudu Sauve Des Eaux, Boudu Saved From Drowning)는 프랑스에서 제작된 장 르누아르 감독의 1932년 코미디 영화이다. 미셸 시몽 등이 주연으로 출연하였고 미셸 시몽 등이 제작에 참여하였다.

## 출연

### 주연
- 미셸 시몽
- 마르셀 하인디아

### 조연
- 진 게렛
- 맥스 달반
- 장 더스
- 샤를르 그랑발
- 자크 베케르
- 제인 피어슨

## 제작진
- 원작자: 르네 포초이스
- 미술: 허거 로랑